# Ramulariopsis cnidoscoli
Ramulariopsis cnidoscoli är en svampart som beskrevs av Speg. 1910. Ramulariopsis cnidoscoli ingår i släktet Ramulariopsis och familjen Mycosphaerellaceae.   Inga underarter finns listade i Catalogue of Life.